# Sanningen (film, 2019)
Sanningen (franska: La Vérité) är en fransk-japansk dramafilm från 2019. Filmen är regisserad av Hirokazu Kore-eda, som även skrivit manus.
Filmen har premiär i Sverige den 13 mars 2020, utgiven av TriArt Film.

## Handling
Filmen handlar om Fabienne, en av Frankrikes största filmstjärna. Hennes förhållande med sin dotter, nu bosatt i USA, är dock problematiskt. För att fira Fabiennes utgivning av hennes självbiografi beger sig dottern, hennes amerikanska man och deras gemensamma dotter till Paris. Det tar dock inte långt tid förrän mammans och dotterns återförening övergår till konfrontation.

## Rollista (i urval)
| - Catherine Deneuve – Fabienne - Juliette Binoche – Lumir - Ethan Hawke – Hank - Ludivine Sagnier – Amy - Clémentine Grenier – Charlotte | - Manon Clavel – Manon - Alain Libolt – Luc Garbois - Christian Crahay – Jacques - Roger Van Hool – Pierre - Laurent Capelluto – Journalist |